# NGC 252
NGC 252 (również PGC 2819, UGC 491) – galaktyka spiralna (S0-a), znajdująca się w gwiazdozbiorze Andromedy w odległości około 215 milionów lat świetlnych. Odkrył ją William Herschel 26 października 1786 roku.
Do tej pory w galaktyce zaobserwowano jedną supernową – SN 1998de.